# Кубок шотландської ліги з футболу 2011—2012
Кубок шотландської ліги 2011–2012 — 66-й розіграш Кубка шотландської ліги. Змагання проводиться за системою «плей-оф», де і визначають переможця. Переможцем вперше став Кілмарнок.

## Календар
| Раунд        | Дата               | Матчі | Клуби   |
| ------------ | ------------------ | ----- | ------- |
| Перший раунд | 30 липня 2011      | 15    | 42 → 27 |
| Другий раунд | 23-24 серпня 2011  | 11    | 27 → 16 |
| 1/8 фіналу   | 20-21 вересня 2011 | 8     | 16 → 8  |
| 1/4 фіналу   | 25-26 жовтня 2011  | 4     | 8 → 4   |
| 1/2 фіналу   | 28-29 січня 2012   | 2     | 4 → 2   |
| Фінал        | 18 березня 2012    | 1     | 2 → 1   |

## Перший раунд
| Команда 1           | Рахунок         | Команда 2            |
| ------------------- | --------------- | -------------------- |
| 30 липня 2011       |                 |                      |
| Квін оф зе Саут (2) | 2:1             | Странрар (4)         |
| Еннан Атлетік (4)   | 1:2             | Данфермлін Атлетік   |
| Партік Тісл (2)     | 1:3             | Бервік Рейнджерс (4) |
| Дамбартон (3)       | 0:4             | Данді (2)            |
| Бріхін Сіті (3)     | 2:4 дч          | Клайд (4)            |
| Монтроз (4)         | 1:4             | Рейт Роверз (2)      |
| Лівінгстон (2)      | 6:0             | Арброт (3)           |
| Альбіон Роверз (3)  | 2:4             | Фолкерк (2)          |
| Форфар Атлетік (3)  | 2:0             | Пітерхед (4)         |
| Аллоа Атлетік (4)   | 0:3             | Грінок Мортон (2)    |
| Ковденбіт (3)       | 2:2 дч пен. 3:4 | Стенхаузмур (3)      |
| Ейрдрі Юнайтед (3)  | 5:0             | Стерлінг Альбіон (3) |
| Іст Файф (3)        | 2:1             | Елгін Сіті (4)       |
| Іст Стерлінгшир (4) | 0:3             | Ейр Юнайтед (2)      |
| Росс Каунті (2)     | 2:1             | Квінз Парк (4)       |

## Другий раунд
| Команда 1                | Рахунок | Команда 2                 |
| ------------------------ | ------- | ------------------------- |
| 23 серпня 2011           |         |                           |
| Грінок Мортон (2)        | 3:4     | Сент-Міррен               |
| Гіберніан                | 5:0     | Бервік Рейнджерс (4)      |
| Іст Файф (3)             | 2:1     | Данфермлін Атлетік        |
| Ейрдрі Юнайтед (3)       | 2:0     | Рейт Роверз (2)           |
| Квін оф зе Саут (2)      | 3:0     | Форфар Атлетік (3)        |
| Гамільтон Академікал (2) | 1:2     | Росс Каунті (2)           |
| Абердин                  | 1:0     | Данді (2)                 |
| 24 серпня 2011           |         |                           |
| Фолкерк (2)              | 3:1     | Стенхаузмур (3)           |
| Ейр Юнайтед (2)          | 1:0     | Інвернесс Каледоніан Тісл |
| Сент-Джонстон            | 3:0     | Лівінгстон (2)            |
| Клайд (4)                | 0:4     | Мотервелл                 |

## 1/8 фіналу
| Команда 1          | Рахунок         | Команда 2           |
| ------------------ | --------------- | ------------------- |
| 20 вересня 2011    |                 |                     |
| Сент-Джонстон      | 0:2             | Сент-Міррен         |
| Кілмарнок          | 5:0             | Квін оф зе Саут (2) |
| Мотервелл          | 2:2 дч пен. 6:7 | Гіберніан           |
| Абердин            | 3:3 дч пен. 3:4 | Іст Файф (3)        |
| Ейрдрі Юнайтед (3) | 0:2             | Данді Юнайтед       |
| 21 вересня 2011    |                 |                     |
| Росс Каунті (2)    | 0:2             | Селтік              |
| Ейр Юнайтед (2)    | 1:1 дч пен. 4:1 | Гарт оф Мідлотіан   |
| Фолкерк (2)        | 3:2             | Рейнджерс           |

## 1/4 фіналу
| Команда 1      | Рахунок         | Команда 2       |
| -------------- | --------------- | --------------- |
| 25 жовтня 2011 |                 |                 |
| Сент-Міррен    | 0:1             | Ейр Юнайтед (2) |
| Данді Юнайтед  | 2:2 дч пен. 4:5 | Фолкерк (2)     |
| Кілмарнок      | 2:0             | Іст Файф (3)    |
| 26 жовтня 2011 |                 |                 |
| Гіберніан      | 1:4             | Селтік          |

## 1/2 фіналу
| Команда 1       | Рахунок | Команда 2 |
| --------------- | ------- | --------- |
| 28 січня 2012   |         |           |
| Ейр Юнайтед (2) | 0:1 дч  | Кілмарнок |
| 29 жовтня 2012  |         |           |
| Фолкерк (2)     | 1:3     | Селтік    |

## Фінал
| 18 березня 2012 17:00 (EEST) |

| Селтік | 0:1      | Кілмарнок       |
| ------ | -------- | --------------- |
|        | Протокол | ван Торнхут 84' |

| Гемпден-Парк, Глазго Глядачів: 49 572 Арбітр: Вільям Каллам |